# Piz de la Lumbreida
Der Piz de la Lumbreida ist ein Berg im Schweizer Kanton Graubünden.
Der Berg ist 2982 m ü. M. hoch und liegt in der Gemeinde Mesocco, nordöstlich des Ortes San Bernardino am Südportal des San-Bernardino-Tunnels.